# Leadership in Energy and Environmental Design
 (juillet 2016).
Si vous disposez d'ouvrages ou d'articles de référence ou si vous connaissez des sites web de qualité traitant du thème abordé ici, merci de compléter l'article en donnant les références utiles à sa vérifiabilité et en les liant à la section « Notes et références ».
Pour les articles homonymes, voir LEED.

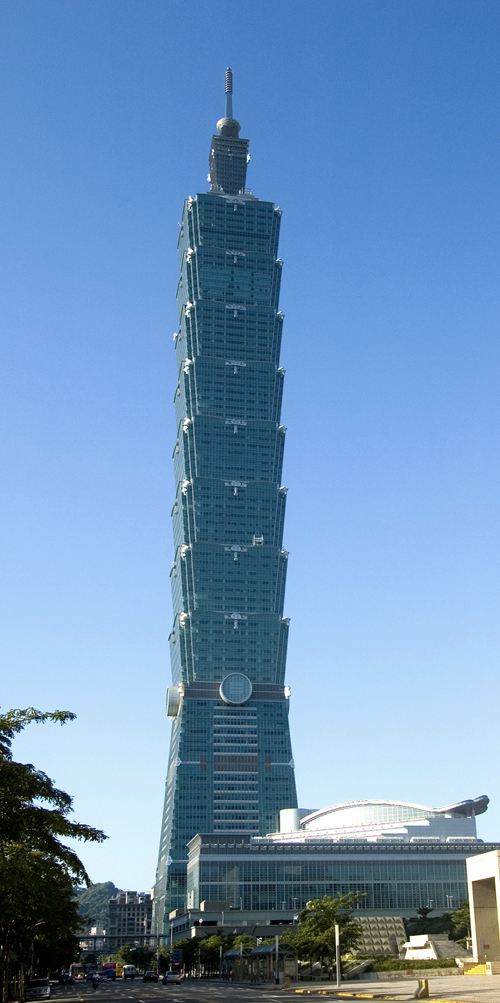
La Taipei 101, plus grande tour certifiée LEED « platine ».

Le Leadership in Energy and Environmental Design (LEED) est un système nord-américain de standardisation de bâtiments à haute qualité environnementale créé par le US Green Building Council (en) en 1998, semblable à Haute qualité environnementale en France. Un bâtiment peut atteindre quatre niveaux : certifié, argent, or ou platine.
Les critères d'évaluation incluent : l'efficacité énergétique, l'efficacité de la consommation d'eau, l'efficacité du chauffage, l'utilisation de matériaux de provenance locale et la réutilisation de leur surplus.

## Historique et définition
Initialement créé par le U.S. Green Building Council (USGBC), le système a été adapté aux marchés canadiens par le Conseil du bâtiment durable du Canada (CBDCa). Depuis, ses principes ont été largement adoptés[citation nécessaire] : la distribution de points dans cinq catégories pour obtenir une certification ou un niveau supérieur de statut écologique.
En novembre 2011, l'Université d'East Anglia dénombrait plus de 200 000 bâtiments certifiés BREEAM dans le monde pour 24 682 bâtiments certifiés LEED. En ce sens, LEED est aujourd’hui, après la méthode BREEAM, le système d’évaluation environnementale des bâtiments le plus utilisé au monde. En plus de viser la diminution des ressources utilisées par le secteur de la construction, il a comme objectif de sensibiliser les communautés face à l’environnement.

## Caractéristiques

### Avantages
Au Canada, les bâtiments consomment environ un tiers de l’énergie totale utilisée, deux tiers de l’électricité et un huitième des ressources en eau, en plus de transformer les terres qui fournissent les ressources écologiques précieuses. Le monde de la construction néglige souvent toute l’énergie et tous les matériaux nécessaires sur les chantiers de construction. Effectivement, chaque bâtiment en construction ou en rénovation demande énormément de béton, bois, métaux et autres ressources épuisables.
De ce fait, l’obtention de la certification LEED assure que l’entrepreneur et les concepteurs ont fait les efforts nécessaires pour diminuer « l’empreinte écologique » du bâtiment pendant et après la conception. Ces efforts permettent de réduire la consommation de ressources énergétiques (électricité, eau, chauffage), permettant de réduire grandement les frais d’exploitation. En plus de diminuer le « poids environnemental » de la structure, la certification vise à conférer une santé optimale aux occupants du bâtiment quant à la qualité de l’eau, de l’air, l’ergonomie de l’espace, etc. L’utilisation améliorée de l’espace permet d’accroître la productivité des travailleurs et de les sensibiliser face à la problématique environnementale, favorisant le développement d’une communauté durable. Cette sensibilisation portée par les gestionnaires permet de mettre en valeur le bâtiment et l’organisation.

### Essor et popularité
Le système LEED a beaucoup évolué depuis 1998. Alors qu’il ne s’appliquait qu’aux nouvelles constructions et avait été élaboré en référence aux gratte-ciels de bureaux, il a ensuite été adapté pour d'autres types de bâtiments, et avec la possibilité de l’appliquer aux rénovations de bâtiments existants. Il s’applique maintenant aux édifices commerciaux, industriels, institutionnels et aux édifices résidentiels à logements multiples. Cette ouverture a grandement contribué à sa popularité dans différentes parties du globe[citation nécessaire].
Au Québec, quelques édifices sont certifiés LEED tels que la TOHU du Chapiteau des arts, le pavillon des Sciences biologiques de l'UQAM, le pavillon Lassonde de l’École polytechnique de Montréal avec un pointage de 46 (LEED Certifié), et la Maison du développement durable d’Équiterre qui a été le premier édifice au Québec à obtenir la certification LEED Platine nouvelle construction, le 30 avril 2013, avec 59 points sur 72.

### Coûts associés
Les méthodes de construction LEED représentent un surcoût par rapport à la construction traditionnelle. Ces surcoûts sont amortis en quelques années, généralement moins de 15 ans, selon l'investissement : La diminution des frais d’exploitation va de pair avec l’amélioration de la qualité de vie des occupants et une qualité de construction supérieure.
Certains gouvernements offrent déjà des subventions pour couvrir les surcoûts liés aux critères de la certification, favorisant son essor. Plus la popularité de cette certification va augmenter, plus d’entrepreneurs vont se lancer pour l’offrir à la population et aux gestionnaires de projets, ce qui devrait la rendre de plus en plus accessible et attrayante.
Dans le même temps, l’engouement pour la construction verte va probablement s'accroître avec la prise de conscience des enjeux environnementaux par les populations : associée au développement de nouvelles technologies, cette évolution devrait également contribuer à diminuer les surcoûts.

### Critères de la certification
Ces critères créés par l’USGBC, visent directement à respecter la loi des 3 R : 
- Réduction des déchets et des ressources utilisées
- Réutilisation des matériaux
- Recyclage des matériaux.

Avec ces objectifs de base, l’obtention d’une certification LEED s’effectue selon l’évaluation de l’ensemble de la construction, de la première pelletée de terre jusqu’à son utilisation quotidienne.
Premièrement, chaque bâtiment est classé dans une des cinq catégories selon son utilisation : LEED NC (nouvelles constructions ou rénovations majeures), LEED BE (bâtiments existants), LEED SC (structure et coque), LEED H (habitations domiciliaires) et LEED IC (intérieurs commerciaux).
Ensuite, le système LEED évalue chaque phase de chaque projet en s’appuyant sur 6 grandes catégories pour lesquelles des crédits sont octroyés (le nombre de points dépend du référentiel utilisé) :
- Aménagement écologique des sites (21 à 28 points)
- Gestion efficace de l’eau (10 à 11 points)
- Énergie et atmosphère (33 à 37 points)
- Matériaux et ressources (13 à 14 points)
- Qualité des environnements intérieurs (12 à 17 points)
- Innovation et processus de design (5 points + 1 point s’il y a un professionnel LEED)
- Crédits régionaux (4 points)
Ainsi, chaque projet est évalué sur un total de 110 points, menant à l’obtention de différentes certifications : certifié (40 à 49 points), argent (50 à 59), or (60 à 79), platine (80 points et plus).
Les professionnels de la construction de bâtiments verts peuvent obtenir l'accréditation LEED par le biais d'un examen dédié, le LEED Accredited Professional Exam (en). Les personnes réussissant l'examen deviennent des LEED Accredited Professionals ou LEED APs.
Les LEED APs ont une connaissance poussée du système de notation LEED (LEED Rating System) leur permettant de participer à la classification des bâtiments selon le LEED Rating System.
Les accréditations professionnelles sont administrées par le Green Building Certification Institute (en).

## Critiques
Ce standard ne tient pas compte des facteurs de l'environnement local, comme la température extérieure moyenne. Il se réfère par ailleurs à des standards américains (ASHRAE, ASTM, ANSI) ce qui limite son adaptation à d'autres pays ne souhaitant pas se référer aux standards américains. Il s'agit cependant du standard le plus largement utilisé à travers le monde.